# Cisco Express Forwarding
Cisco Express Forwarding (CEF)  — технологія швидкої комутації IP пакетів на третьому рівні моделі OSI в маршрутизаторах та деяких комутаторах виробництва компанії Cisco. У порівнянні з попередніми технологіями комутації пакетів розрахована на великі масштаби мережі та часто мінливі маршрути.
CEF в 2010-х роках підтримував протоколи Ethernet, Frame Relay, ATM, PPP, FDDI, HDLC та тунелі.

Таблиця інформаційної бази переадресації вказує на записи в таблиці суміжності

Комутація Cisco Express Forwarding (CEF) - це патентована форма масштабованої комутації, призначена для вирішення проблем, пов'язаних з кешуванням запитів. За допомогою CEF інформація, яка зазвичай зберігається в кеші маршрутизатора, розділяється на декілька структур даних. Код CEF здатний підтримувати ці структури даних у процесорі Gigabit Route Processor (GRP), а також на допоміжних процесорах, таких як лінійні карти розширення. Структури даних, які забезпечують оптимізований пошук для ефективної переадресації пакетів:
- Таблиця інформаційної бази переадресації (FIB) - CEF використовує FIB для прийняття рішень щодо перемикання на основі префікса IP-адреси. FIB концептуально подібний до таблиці маршрутизації або інформаційної бази. Він підтримує дзеркальне відображення інформації про переадресацію, що міститься в таблиці IP-маршрутизації. Коли в мережі відбуваються зміни маршрутизації або топології, таблиця IP-маршрутизації  оновлюється, і ці зміни автоматично відображаються у FIB. FIB зберігає інформацію про наступний перехід на основі інформації з таблиці IP-маршрутизації.  Оскільки існує взаємозв'язок між записами FIB та записами в таблиці маршрутизації, FIB містить всі відомі маршрути та усуває потребу в підтримці кеш-маршрутів, пов'язаних Із шляхами переадресації, такими як швидка комутація та оптимальна комутація.[3]

- Таблиця суміжності - вузли в мережі, називають, сусідніми, якщо вони можуть досягти одне одного через один перехід канального рівня. На додаток до FIB, CEF використовує таблиці суміжності для підготовки заздалегідь інформації про адресацію канального рівня. Таблиця суміжності містить адреси наступного переходу (маршрутизатора) канального рівня для всіх записів FIB. Вона використовує структуру даних 256 варіантів для зберігання інформації про перенаправлення та заголовка MAC, проте не використовує дерево. Cisco Express Forwarding використовує trie, що означає, що фактична шукана інформація відсутня в структурі даних.

Такий розподіл інформації про переадресацію надає ряд переваг:
- Таблиця суміжності може бути побудована окремо від FIB, що дозволяє обчислювати FIB до комутації будь-яких пакетів.
- MAC-адреса, яка використовується для пересилання пакета, не зберігається в кеш-пам'яті, тому зміна MAC-адреси не вимагає скасування записів у ній.
- Записи вказують безпосередньо на інформацію про переадресацію, а не на рекурсивний наступний перехід.

По суті, старіння інформації в кеші виключено, оскільки він попередньо будується на основі інформації, що міститься в таблиці ІР-маршрутизації та кеші ARP. Також немає необхідності комутувати будь-який пакет для створення запису в кеші.

## Режими роботи CEF
- Централізований режим CEF - таблиці FIB та суміжності обробляються на процесорі маршруту, який і виконує експрес-пересилання. Централізований режим CEF може використовуватись , якщо лінійні карти розширення недоступні для комутації CEF, або якщо необхідно використовувати функції, несумісні з розподіленим CEF.
- Розподілений режим CEF (dCEF) - коли dCEF увімкнено, лінійні карти розширення зберігають ідентичні копії FIB та таблиць суміжності. Лінійні карти можуть самостійно виконувати експрес-пересилання, звільняючи основний процесор (GRP) від участі в операціях комутації. Це єдиний метод комутації на маршрутизаторі Cisco 12000 Series.  dCEF використовує механізм Inter-Process Communication (IPC) для забезпечення синхронізації FIB і таблиць суміжності на процесорі маршрутизатора та лінійних карт розширення.

## Порядок роботи CEF
1. IP-дейтаграма поміщається у вхідний буфер на лінійній карті розширення прийому (вхідний інтерфейс), а рушій переадресації L2 / L3 отримує доступ до інформації рівня 2 і 3  в пакеті та надсилає його до процесора, що виконує функцію переадресації. Процесор визначає, який пакет містить інформацію про маршрутизацію та посилає вказівку на віртуальну чергу виводу (VOQ), яка вказує на те, що пакет у буферній пам'яті повинен бути відправлений до GRP.
2. Лінійна карта надсилає запит на тактову планувальну картку (CSC). Тактова планувальна картка видає дозвіл, і пакет посилається до GRP.
3. GRP обробляє інформацію про маршрутизацію та оновлює таблицю ІР-маршрутизації. Процесор генерує IP-пакети, що несуть інформацію про стан зв'язку та оновлює таблицю FIB. Крім того, GRP обчислює всі рекурсивні маршрути, що виникають, коли підтримується  BGP.
4. Попередньо розрахована рекурсивна інформація про маршрут надсилає FIB на кожну лінійну картку, що значно прискорює процес маршрутизації, оскільки процесор лінійної карти розширення може зосередитись на пересилці пакета, а не на обчисленні рекурсивного маршруту.
5. GRP надсилає внутрішні оновлення до таблиць FIB на всі лінійні карти розширення, включаючи ту, що знаходяться на самому GRP.  GRP має копію таблиці FIB кожної лінійної карти, тому, якщо в шасі маршрутизатора установлюється нова лінійна картка розширення, GRP завантажує нову інформацію про комутацію на нову картку одразу ж як вона стане активною.[3]